# Ron Fricke
Ron Fricke – amerykański reżyser filmowy i operator filmowy, uważany za mistrza fotografii poklatkowej. 
Ron Fricke był autorem zdjęć do filmu Koyaanisqatsi (1982) Godfreya Reggio i filmu Baraka (1992), którego sam był reżyserem. Oba filmy odznaczają się charakterystycznymi ujęciami w znacznie przyspieszonym lub zwolnionym tempie. Na potrzeby Baraki i swoich późniejszych projektów używał zaprojektowanej przez siebie kamery 70mm. Był również reżyserem filmów IMAX Chronos (1985) i Sacred Site (1986). Jedną z jego prac są zdjęcia do fragmentów filmu Gwiezdne wojny: część III – Zemsta Sithów. W 2011 Fricke ukończył sequel do Baraki zatytułowany Samsara.